# 3-cloro-1-buteno
El 3-cloro-1-buteno, llamado también cloruro de 1-metilalilo, es un compuesto orgánico de fórmula molecular C4H7Cl. Es un haloalqueno lineal de cuatro carbonos con un doble enlace entre los carbonos 1 y 2 y un átomo de cloro unido al carbono 3; al ser este carbono asimétrico, existen dos enantiómeros de este compuesto.

## Propiedades físicas y químicas
A temperatura ambiente, el 3-cloro-1-buteno es un líquido incoloro con una densidad inferior a la del agua, ρ = 0,890 g/cm³. Tiene su punto de ebullición a 62 - 65 °C y su punto de fusión a -50 °C.
El valor del logaritmo de su coeficiente de reparto, logP ≃ 1,99, indica que es más soluble en disolventes apolares que en disolventes polares.
Es incompatible con agentes oxidantes fuertes así como con bases fuertes.

## Síntesis
La reacción de butadieno con cloruro de hidrógeno produce tanto 3-cloro-1-buteno como 1-cloro-2-buteno. Las proporciones de ambos isómeros varían según las condiciones de reacción. Utilizando cloruro de hidrógeno gaseoso a -70 °C el producto mayoritario es 3-cloro-1-buteno en proporción entre 3:1 y 4:1.
Otra vía de síntesis parte del but-3-en-2-ol, el cual, al ser clorado con tetraclorometano y trifenilfosfina proporciona 3-cloro-1-buteno como producto mayoritario y 1-cloro-2-buteno como subproducto. Si se sustituye el tetraclorometano por hexacloroacetona, a una temperatura a 10 - 15 °C la conversión es total.

## Usos
A partir del 3-cloro-1-buteno se pueden sintetizar alquenos usando reactivos de organocobre, preparados in situ a partir de ioduro de cobre y n-alquil-litios. De esta manera, empleando n-butil-litio en tetrahidrofurano (THF), atmósfera de nitrógeno y enfriando la mezcla de reacción a -70 °C, se prepara 2-octeno con un rendimiento del 100%.
La reacción de este clorolqueno con una sal de 2-nitropropano, en presencia de un catalizador de paladio, sirve para preparar el correspondiente nitroalcano de alilo.
Asimismo, este compuesto reacciona fácilmente con estanil-litios a baja temperatura para proporcionar buenos rendimientos de los respectivos alilestananos.

## Precauciones
El 3-cloro-1-buteno es un compuesto muy inflamable, siendo su punto de inflamabilidad -27 °C. Sus vapores pueden formar mezclas explosivas con el aire. 
Por otra parte, el contacto con este producto provoca irritación en la piel y en los ojos.